# Cristián González (Fußballspieler, 1940)
Cristián González Camus (* 9. August 1940 in Valparaíso; † 20. März 2020 in Maryland) war ein chilenischer Fußballspieler. Der Stürmer wurde 1958 chilenischer Meister.

## Karriere
Cristián González begann seine Profikarriere 1957 bei den Santiago Wanderers und gewann in seiner Zeit bis 1961 die Meisterschaft 1958 sowie zwei Mal die Copa Chile. Nach einer Saison beim CD Magallanes wechselte der Offensivakteur 1963 zum CD Palestino, bei dem er 1966 seine Karriere beendete.

## Erfolge
Santiago Wanderers
- Chilenischer Meister: 1958
- Chilenischer Pokalsieger: 1959, 1961